# Campo de concentración de Herzogenbusch
El Campo de concentración de Herzogenbusch (al. Konzentrationslager Herzogenbusch) fue el campo de concentración del Tercer Reich, situado en los Países Bajos en la ciudad de Vught cerca de Bolduque, la capital del norte de Brabante, entre enero de 1943 y septiembre de 1944. En él se instaló a alrededor de 31.000 presos: combatientes de la Resistencia, judíos, gitanos, homosexuales, testigos de Jehová,  especuladores,  vagabundos, entre ellos hombres, mujeres y niños. 749 personas murieron de hambre, de enfermedades y malos tratos, incluso 329 miembros de la Resistencia fueron fusilados.
La construcción del campo comenzó en 1942 y fue financiada con fondos incautados a los judíos holandeses.
En enero de 1944 el comandante Adán Grunewald ordenó encerrar a 74 mujeres en una cámara estrecha durante 14 horas. Esto resultó una tortura que 10 mujeres no soportaron y murieron. La tragedia obtuvo resonancia, y los alemanes se vieron obligados a juzgar al comandante del campo, Grünewald. Como castigo lo enviaron al Frente Oriental, donde murió.
El campo de concentración fue liberado en septiembre de 1944 por parte de la 4ª División Blindada (Canadá). En los primeros años después de la finalización de la ocupación alemana fue utilizado para la detención de criminales de guerra y de colaboracionistas.

## Los comandantes del campo de concentración
- Enero-octubre de 1943 — Karl Chmielewski
- Octubre de 1943 — enero de 1944 — Adan Grunewald
- Febrero — septiembre de 1944 — Hans Hüttig